# Ідрісов Гілемхан Ідрісович
Гілемхан Ідрісович Ідрісов (16 вересня 1913 року — 5 лютого 1977 року) — командир гармати 290-го гвардійського стрілецького полку (95-а гвардійська стрілецька дивізія, 5-а гвардійська армія, 1-й Український фронт) гвардії старший сержант, Герой Радянського Союзу.

## Біографія
Гілемхан Ідрісович Ідрісов народився 16 вересня 1913 року в селі Новоабзаново. Татарин. Освіта середня. Член КПРС з 1944 року.
Після закінчення школи з 1930 по 1937 роки працював у колгоспі.
У Радянську Армію призивався Благоварським райвійськкоматом в 1937-1939 роках, а також Стерлітамацьким райвійськкоматом у травні 1942 року.
На фронті Другої світової війни з листопада 1942 року.
Гвардії старший сержант Г.І. Ідрісов відзначився в боях за с. Забожжя, с. Катки (Польща), при форсуванні р. Ніда.
Після війни демобілізований і повернувся в своє село. Працював головою сільської Ради.
Помер 5 лютого 1977 року, похований у Кумертауському районі Башкортостану.

## Подвиг
«Командир гармати 290-го гвардійського стрілецького полку (95-я гвардійська стрілецька дивізія. 5-та гвардійська армія, 1-й Український фронт) гвардії старший сержант Ідрісов Г.І. 12 січня 1945 року при прориві глибоко ешелонованої оборони противника з своєї гармати, прямою наводкою знищив три кулеметні точки і до тридцяти гітлерівців.
В бою за польське село Забожжя він знищив два ручних кулемети і до двадцяти солдатів і офіцерів противника, він же на захід від села Катки у міста Пиньчув (Польща) з особистої зброї знищив до двадцяти німецьких солдатів і офіцерів і п'ятьох взяв у полон.
При форсуванні річки Ніда південніше Пиньчува гвардії старший сержант Ідрісов Г.І. знищив дві кулеметні точки і до двадцяти гітлерівців, тим самим сприяючи стрілецьким підрозділам в захопленні плацдарму і подальшому наступі до річки Одер.
У бою при штурмі міста Крайцбург (Ключборк) при відбитті контратаки танків і піхоти противника Г.І. Ідрісов знищив важке самохідне знаряддя, п'ять мотоциклістів, захопив шість автомашин з вантажем і боєприпасами і дві легкові автомашини».
Указом Президії Верховної Ради СРСР від 10 квітня 1945 року за зразкове виконання завдань командування і проявлені мужність і героїзм у боях з німецько-фашистськими загарбниками гвардії старшому сержантові Ідрісову Гілемхану Ідрісовичу присвоєно звання Героя Радянського Союзу з врученням ордена Леніна і медалі «Золота Зірка» (№ 6319).

## Нагороди
- Медаль «Золота Зірка».
- Орден Леніна.
- Орден Вітчизняної війни II ступеня (30.10.1943).
- Орден Слави III ступеня (07.04.1944).
- Медалі, в тому числі:
- медаль «За відвагу» (03.01.1943);
- медаль «За оборону Сталінграда».